# Garment District
Garment District är en stadsdelsområde på Manhattan i New York som är belägen mellan Fifth och Ninth Avenues från 34th till 42nd Street. Området sägs vara New Yorks modecentrum men är bara runt 1 km² stort. Området var tidigare centrum för USA:s textilindustri.
Runt området ligger bland annat Javits Convention Center längst västerut, New York General Post Office, Penn Station, och Madison Square Garden i centrum, och Empire State Building i öst. Området rymmer många varuhus och kända företag inom modeindustrin. Oscar de la Renta, Calvin Klein, Donna Karan, Liz Claiborne och Nicole Miller är några kända kläddesigners som jobbar där.